# Primirje s Njemačkom 1918.
Primirje s Njemačkom 1918. dogodilo se 11. studenoga 1918. tijekom Prvog svjetskog rata između Saveznika i Njemačke. To je sporazum koji je okončao borbu na zapadnom bojištu.
Primirje je stupilo na snagu u Parizu u 11 sati 11. studenoga 1918. godine ("jedanaest sati jedanaestog dana jedanaestog mjeseca") i označilo je pobjedu Saveznika i potpuni poraz za Njemačku, iako ne formalno predaju. Nijemci su reagirali na politiku koju je predložio američki predsjednik Woodrow Wilson s četrnaest točaka u siječnju 1918. godine. Stvarni uvjeti, u velikoj mjeri pisani od strane francuskog maršala i vrhovnog zapovjednika savezničkih snaga Ferdinanda Focha, uključivali su prestanak neprijateljstava, povlačenje njemačke vojske iza vlastitih granica, očuvanje infrastrukture, razmjenu ratnih zarobljenika, obećanje o odštetama, raspoređivanje njemačkih ratnih brodova i podmornica te uvjete za produljenje ili ukidanje oružja. 
Iako je primirje okončalo stvarne borbe, na Pariškoj mirovnoj konferenciji trebalo je šest mjeseci pregovora za zaključivanje mirovnog sporazuma, Versajskog ugovora.

## Njemačka revolucija
Mornarska pobuna dogodila se u noći s 29. na 30. listopada 1918. godine u vojnoj luci grada Wilhelmshavena te se potom proširila na cijelu državu u danima koji su vodili do proglašenja republike (9. studenog 1918.) i abdikacije vladara Vilima II. 
Također, 9. studenog Max von Baden predao je ured kancelara Friedrichu Ebertu koji je bio socijaldemokrat. Ebertov SPD i katolička centristička stranka imali su kroz povijest nelagodan odnos s njemačkom imperijalističkom vladom, a SPD-ova pacifistička politika dovela do nedostatka legitimacije nove Weimarske Republike u očima desničara. 